# 也門武裝部隊
葉門武裝部隊（阿拉伯语：‎，羅馬化：Al-Quwwat Al-Musallahah Al-Yamaniyah）是葉門共和國的軍隊。它們包括葉門陸軍（包括葉門共和國衛隊）、葉門海軍（包括海軍陸戰隊）和葉門空軍（包括防空部隊）。該國的首都沙那是軍隊的總部所在地。根據也門憲法，葉門總統擔任總司令。 
葉門的軍事人員數量比較多；總而言之，葉門擁有僅次於沙烏地阿拉伯的阿拉伯半島第二大軍事力量。2012年現役總兵力估計如下：陸軍，66,700人；海軍，7,000；和空軍，5,000。2007年9月，政府宣布恢復義務兵役制。葉門的國防預算在 2006 年約佔政府總預算的 40%，隨著軍事草案生效和國內安全威脅繼續升級，預計短期內仍將保持高位。
自葉門內戰以來，武裝部隊一直分為前總統阿里·阿布杜拉·沙雷的支持者和總統阿卜杜拉布·曼蘇爾·哈迪的親政府軍。

## 歷史

### 早期
現代也門軍隊的起源可以追溯到 19 世紀後期，當時土耳其人開始招募部落徵召兵，建立四個憲兵營和三個騎兵團。1906 年，意大利人招募了數千名也門人，並在他們的索馬里殖民地對他們進行了軍事訓練，然後將他們派往利比亞與 1911 年的塞努西叛亂作戰。第一次世界大戰期間，這些部隊中的一員——所有這些部隊都與當地的各個部落有著密切的聯繫——在也門反抗奧斯曼帝國的統治。儘管遠不及托馬斯·E·勞倫斯（Thomas E. Lawrence）——“阿拉伯的勞倫斯”——起義而著名，但也門起義導致土耳其軍隊撤出。
特別伊瑪目衛隊：名義上是一支由 5,000 名特選戰士組成的名為“Ukfa”的部隊，被認為絕對忠於君主；
內陸軍隊：這支多達 50,000 人的部隊由 Zaidi 部落成員（步兵和騎兵）組成，服役一兩年，但自帶步槍和補給；
al-Army：成立於 1919 年，由幾組部落徵召兵組成。每個部落都包括一名家臣，負責報告部落成員的行為、獎勵和不當行為；如果部落徵稅成員偷竊或擅自離開，家臣和部落首領應賠償伊瑪目的損失；
國防軍：成立於 1936 年，這是一支由所有身強力壯的男子組成的徵兵部隊——包括城市也門人——能夠攜帶武器並接受了六個月的軍事訓練。國防軍的所有成員在徵召入伍後接受為期 10 年的定期訓練，這成為了後備軍的一種形式。在 1920 年代初期，一名南斯拉夫（或德國）和一名澳大利亞人在薩那建造了一家彈藥廠。在他的軍隊在與英國的激烈衝突和 1934 年沙特-也門戰爭中表現慘淡之後，伊瑪目看到了現代化和擴大武裝部隊的必要性，最終從意大利購買了 6 輛坦克、2,000 支步槍、4 門高射砲 (AAA)件和一些通訊設備，而伊拉克提供了額外的步槍和通訊設備。意大利還在薩那開設了一所飛行學校。

### 北葉門武裝部隊
當共和黨政府在政變中掌權時，軍隊的大部分穩定性和剩餘的專業精神都被破壞了。新政府不得不建立一支新的軍隊來對抗保皇黨叛亂分子。每個省都建立了第一批培訓中心和招聘辦公室。埃及人通過擔任顧問並為也門軍官提供在埃及學院學習的機會，在建設現代國家軍隊的過程中發揮了非凡的作用。在埃及人的幫助下，組建了四個完整的步兵旅。其中包括革命旅、納斯爾旅、團結旅和阿拉巴旅。年輕的也門軍隊的一個問題是缺乏強有力的領導。埃及顧問需要組建統一的軍事指揮部，因此成立了以下機構：
陸軍管理機構
物流管理局
軍備總局
由 Abdul Latif Deifalah 上尉領導的戰爭行動室。
北也門的內戰後恢復被證明是非常成問題的。多年的戰鬥嚴重破壞了經濟，經濟陷入困境。軍隊吃掉了高達 50% 的國家預算，總共只有大約 900 萬英鎊，這在當時的情況下是絕對不足的。在政府的控制下，軍隊的後勤系統不僅依賴於薩那對地方指揮官忠誠的信任，而且還受到貪污腐敗的影響。在圍攻薩那期間全心全意提供幫助的蘇聯人證明對提供備件和支持設備越來越不情願：莫斯科更願意與 PRY 合作，後者的政府在意識形態上更接近蘇聯，因此幾乎沒有動力支持有問題的北方人。不久，蘇聯支持的缺乏嚴重影響了北也門軍隊的作戰能力。它還對整個軍隊的士氣產生了負面影響，並開始在遜尼派和扎伊迪人員之間造成裂痕。為了改善局勢，北也門武裝部隊總司令哈桑·阿姆裡上校訪問了布拉格，請求軍事援助。與以往一樣，捷克斯洛伐克拒絕了所有此類請求，因為他們確信也門無法支付。相反，捷克官員提供過時的武器——包括舊步槍、衝鋒槍、反裝甲火箭和製服。目前尚不清楚 Amri 是否接受了這一提議。到 1971 年 1 月，30,000 名武裝部隊中的異議達到了阿姆裡被迫解僱數百名遜尼派背景的軍官的程度，顯然是因為他們反對政府與沙特阿拉伯和解的決定。同年晚些時候，右翼軍官開始策劃政變，意圖建立一個軍事政權，而數十名左翼軍官被捕並被指控密謀可能獲得蘇聯和伊拉克的支持。由於擔心再次發生政變企圖，阿姆裡隨後重組了軍隊，使步兵、裝甲和火砲的軍團指揮官對作戰部隊進行控制——無論他們負責的地理區域如何。他還創建了由易卜拉欣·哈姆迪上校指揮的總預備役部隊和共和國衛隊，這兩個部隊都由大約 7,000 名公認忠於政府的士兵組成。然而，與人事有關的問題仍然存在。1971 年 1 月，發現了一個陰謀——據說是由蘇聯顧問組織的——據此，幾名飛行員打算帶著他們的飛機叛逃到亞丁。為了改善局勢，伊里亞尼總統於 1971 年 12 月訪問了莫斯科並要求提供額外的軍事援助，包括交付 MiG-17 戰鬥轟炸機。但蘇聯人也拒絕了。在此期間，北也門空軍經歷的唯一改進是同年進行的 Al-Daylami 空軍基地的擴建。

### 南葉門武裝部隊
南也門軍隊的起源可以追溯到第一次世界大戰，當時也門第一營成立，由當地徵募的阿拉伯人組成，以對抗威脅亞丁的土耳其軍隊。該單位於 1925 年解散，但三年後重組為亞丁保護徵稅 (APL)，由英國皇家空軍控制。1929 年至 1939 年間，APL 用於保護機場和其他基地，並在佩林島和卡馬蘭島執行駐軍任務。在第二次世界大戰期間，它通過增加一個防空部隊得到加強，該部隊在 1940 年設法在亞丁上空擊落了一架意大利轟炸機。1957年，APL重組並置於英軍控制之下。四年後，它歸南阿拉伯聯邦管轄，並被正式重新指定為 FRA。到 1964 年，這包括五個步兵營、一個裝甲車中隊和一個信號中隊。1967 年 6 月，聯邦警衛隊（或國民警衛隊）的 4 個營併入其現有結構，並招募了第 10 個營，從而加強了它。一年後，哈德拉米貝都因軍團的三個營 - 前東亞丁保護國的內部安全部隊 - 併入了 FRA。英國人在山地作戰和直升機支持的行動中訓練了這些部隊，有些甚至用於城市內部安全行動。因此，當英國在 1967 年 11 月匆忙談判將權力移交給作為 FSA 的主要政治力量的民族解放陣線（NLF）時，新政府得以重新組建一支訓練有素、組織嚴密的隊伍，即使規模不大。 ， 軍隊。1969 年 6 月，民族解放陣線的激進馬克思主義派別在亞丁掌權，1970 年 12 月 1 日，該國更名為也門人民民主共和國。武裝部隊更名為也門人民民主共和國武裝部隊。隨後，所有政黨都合併到全國解放陣線——更名為統一國民陣線——或被取締，而政府與莫斯科建立了非常密切的聯繫。想獲得一個立足點，以控制和影響紅海、阿拉伯海和非洲之角的事態發展，並提高其監測美國和盟國在中東活動的能力，並加強其自身的軍事存在，蘇聯聯盟抓住了機會。在正式與薩那和亞丁兩國政府建立友好關係的同時，莫斯科隨後只負責協助南也門的軍事建設。在也門人民民主共和國，這一進程的推進速度比北也門更為顯著——不僅因為當地武裝部隊早些時候從英國那裡得到了更好的訓練，而且還因為統一國民陣線在意識形態上反對部落主義，並儘最大努力根除它。1968 年蘇聯顧問的到來進一步加強了這一集結。隨著與莫斯科的關係日益密切，一個規模大得多的蘇聯軍事諮詢小組——總部設在亞丁，由一名少將指揮——於 1969 年初成立。一個蘇聯上校接管了空軍的指揮權，而另一位則接管了地面部隊。後者將現有部隊重組並擴大為六個旅，每個旅三個營（駐紮在亞丁、北漢、Al-Qisab、Mukayris、Al Anad、Al Abr 和 Mukalla）、一個信號營、訓練營、軍事學院、憲兵隊和幾個小支援單位。此外，蘇聯在開發基於人力和技術資源的有效情報系統以及建立能夠支持機動作戰的有效後勤系統方面發揮了重要作用，他們還提供了高級培訓，包括反叛亂操作。

### 北葉門內戰

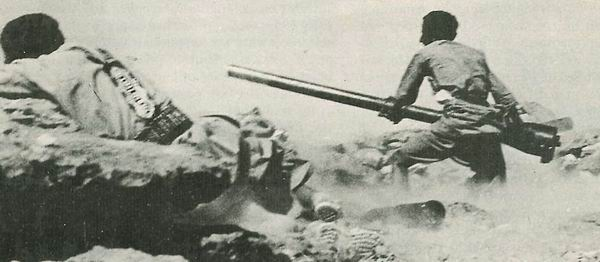
Fighting during the North Yemen Civil War

北也門內戰始於 1962 年，結束於 1970 年。發生在也門北部阿拉伯共和軍與葉門穆塔瓦基利亞王國。保皇派得到了沙特阿拉伯和約旦的支持，而共和派得到了埃及和蘇聯的支持，動用了大約 55,000名埃及軍隊。保皇黨人動用當地部落成員。
保皇派由葉門穆塔瓦基利亞王國的 穆罕默德·巴德爾指揮。
共和派指揮官是來自埃及的賈邁勒·阿卜杜-納賽爾和阿卜杜勒·哈基姆·阿梅爾 ，以及來自阿拉伯也門共和國的Abdullah al-Sallal 。在衝突期間，超過 50,000 名埃及軍隊被困在也門，這在 1967 年與以色列的六日戰爭中被證明對埃及不利。埃及軍隊被撤回參加六日戰爭。內戰在共和軍獲勝後結束，導致也門穆塔瓦基利特王國轉變為阿拉伯也門共和國。在衝突期間，雙方都有超過 100,000 人死亡。

### 北也門內戰期間的化學戰
第一次襲擊發生在 1963 年 6 月 8 日，針對也門北部一個約有 100 名居民的村莊 Kawma，造成約 7 人死亡，另外 25 人的眼睛和肺部受損。該事件被認為是實驗性的，炸彈被描述為“自製、業餘且相對無效”。埃及當局表示，所報告的事件可能是由凝固汽油彈引起的，而不是氣體引起的。以色列外交部長梅爾夫人在接受采訪時表示，納賽爾也會毫不猶豫地對以色列使用毒氣。
1964 年沒有關於毒氣的報導，1965 年只有少數報導。1966 年末，報導變得更加頻繁。1966 年 12 月 11 日，15 枚毒氣彈造成兩人死亡，三十五人受傷。1967 年 1 月 5 日，最大的毒氣襲擊發生在 Kitaf 村，造成 270 人傷亡，其中 140 人死亡。目標可能是在附近設立總部的哈桑·本·葉海亞王子。埃及政府否認使用毒氣，並聲稱英國和美國正在利用這些報告對埃及進行心理戰。1967 年 2 月 12 日，它表示歡迎聯合國的調查。3月1日，吳丹表示他“無能為力”處理此事。
5 月 10 日，Mohamed bin Mohsin 親王指揮的 Wadi Hirran 的兩個村莊 Gahar 和 Gadafa 遭到毒氣炸彈襲擊，造成至少 75 人死亡。紅十字會收到警報，並於 6 月 2 日在日內瓦發表聲明表示關切。伯恩大學法醫研究所根據紅十字會的一份報告發表聲明說，這種氣體很可能是含鹵素衍生物——光氣、芥子氣、路易斯酸、氯化物或溴化氰。
毒氣襲擊在 6 月的六日戰爭後停止了三週，但在 7 月重新開始，針對保皇黨也門的所有地區。傷亡估計各不相同，保守的假設是芥末和光氣填充的航空炸彈造成大約 1,500 人死亡和 1,500 人受傷。

### 1994 年內戰
在1994年也門內戰期間，儘管空中和導彈襲擊了北部城市和主要設施，但 1994年內戰中的幾乎所有實際戰鬥都發生在該國南部。南方人尋求鄰國的支持，並獲得了數十億美元的設備和財政援助，其中大部分來自沙特阿拉伯，沙特阿拉伯在 1991 年波斯灣戰爭期間也門支持薩達姆侯賽因時感到受到威脅。美國一再呼籲停火併重返談判桌。包括聯合國特使在內的各種嘗試均未能實現停火。
南方領導人於 1994 年 5 月 21 日宣布分離並成立也門民主共和國，但葉門民主共和國並未得到國際社會的承認。阿里·納賽爾·穆罕默德的支持者極大地協助了反對分離主義者的軍事行動，亞丁於 1994 年 7 月 7 日被俘。其他抵抗迅速瓦解，數千名南方領導人和軍事人員流亡。

### 2011 年也門革命

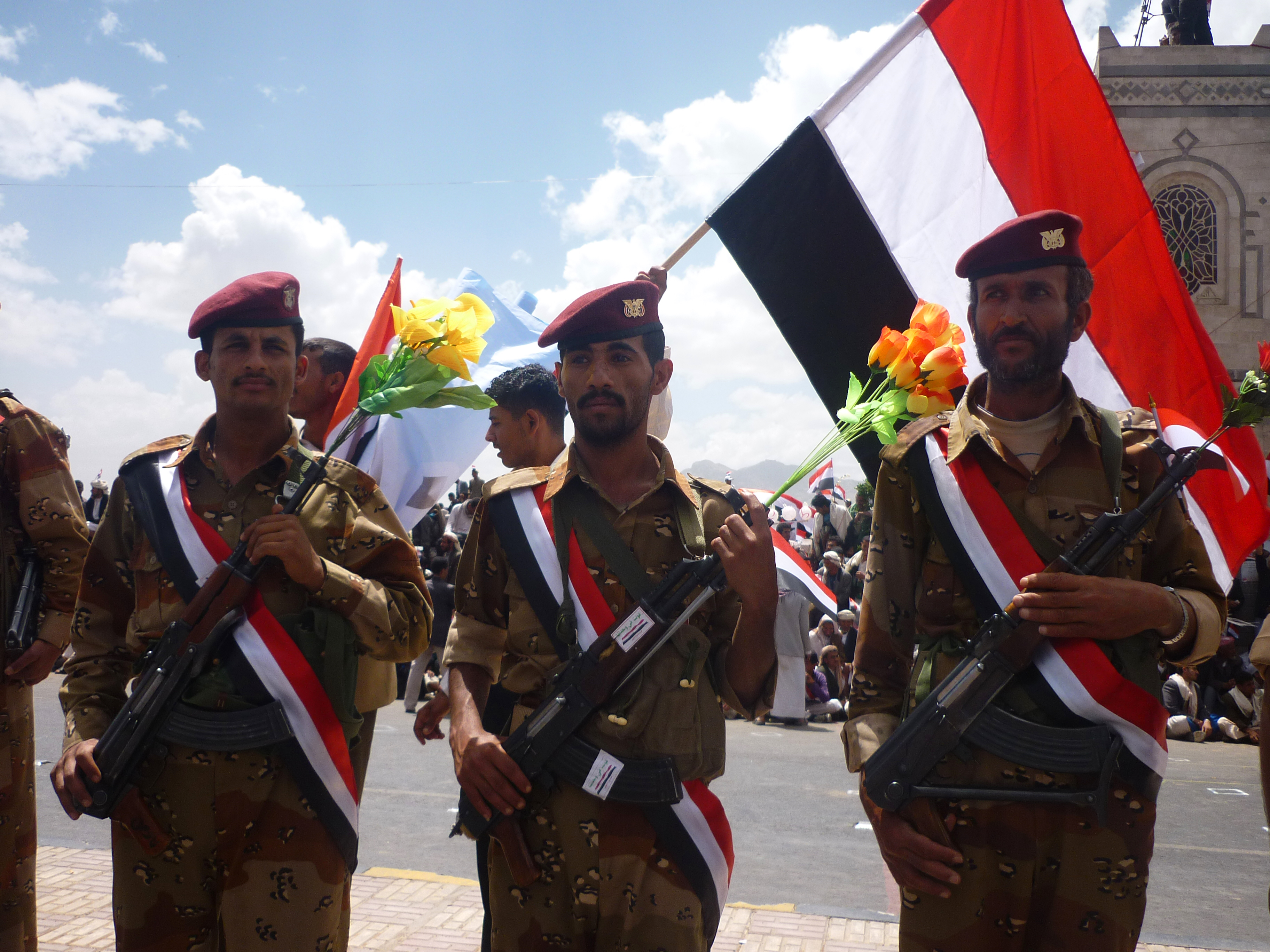
Yemeni soldiers from the 1st Armoured Division on 60th Street in Sana'a, 22 May 2011

2011 年 3 月，在反對薩利赫總統統治的起義開始一個月後，第 1 裝甲師指揮官阿里·穆赫森·艾哈邁爾少將攜數百名士兵和幾輛坦克叛逃到抗議者身邊。保護抗議的公民。第一裝甲師的敵對坦克和葉門共和國衛隊在沙那對峙。
叛逃到反對派的也門軍隊第 119 旅與仍然忠於薩利赫的第 31 旅和第 201 旅發起聯合行動，並於 9 月 10 日從伊斯蘭武裝分子手中奪回了津吉巴爾，這些武裝分子利用該國的混亂來擴張他們的影響。攻勢在此過程中解除了被圍困的軍隊。

9 月 17 日，至少一名叛軍士兵在該市中心廣場附近的薩那與效忠者的衝突中喪生，試圖保護那裡的抗議營地免受安全部隊的攻擊。 在反政府部落成員於 9 月 20 日占領了薩那北部的一個效忠軍基地並俘虜了 30 名士兵之後，政府以空襲作為回應，造成多達 80 名平民死亡。

### 2014－15年葉門政變
在 2011 年革命期間，大批胡塞武裝參加了抗議活動。當武裝起義開始時，胡塞武裝以此為契機佔領了也門北部。當阿里·阿卜杜拉·薩利赫被阿卜杜拉布·曼蘇爾·哈迪接任總統時，哈迪將接任總統兩年。胡塞武裝還參加了由聯合國和海灣阿拉伯國家合作委員會斡旋的全國對話會議將哈迪的任期延長一年，並允許他在所有民事、經濟和軍事當局中進行全面改革。這是為了清除薩利赫忠誠者的所有權威。但全國對話會議也允許哈迪將也門轉變為一個由六個地區組成的聯邦體系。胡塞武裝拒絕向聯邦地區系統提供支持。在哈迪決定提高燃料價格並取消各種補貼後，胡塞武裝開始向也門所有省份推進，以完成對也門的接管。哈傑和Amran是他們圍攻遜尼派佔多數的城鎮Dammaj之後的第一個目標。在埃及出現問題後，沙特阿拉伯被迫宣布穆斯林兄弟會為恐怖組織，並撤回對葉門改革委員會的支持。這使得胡塞武裝在阿姆蘭佔領了第 310 裝甲旅，並處決了其指揮官並用胡塞武裝取而代之。此後，胡塞武裝向薩那推進，並與忠於薩利赫的全國人民大會結盟。由於也門特種部隊和共和黨衛隊忠於 GPC，這讓胡塞武裝佔領了他們在薩那的幾個基地。這是胡塞人在薩那的第一個存在。結果，也門空軍對薩那以外的胡塞武裝縱隊發動猛烈空襲；這給他們造成了大量的傷亡，但並沒有阻止他們的前進。胡塞武裝繼續推進並奪取了也門軍隊的最高指揮權。當總統府被胡塞武裝包圍時，哈迪驚慌失措。最後，隨著胡塞人和哈迪之間簽署和平與夥伴關係協議，戰鬥結束。這包括哈迪更換他的整個內閣。胡塞武裝將此視為追查和逮捕伊斯蘭黨在薩那的盟友的機會。他們還試圖控制整個也門軍隊，但當軍官拒絕服從他們時，他們用胡塞的最愛取而代之，甚至接管了動蕩的也門空軍。在此之後，伊斯拉黨民兵的倖存分子，總統衛隊和忠於哈迪的殘餘部隊決定開戰。當胡塞武裝將總統衛隊趕出總統府並控制了 MBG（導彈電池組）和 Al Daylami Air 的主要基地 Bilad Al Rus 營地時，胡塞武裝發動了他們最後一次奪權行動，暴力在首都達到了頂峰。薩那的基地和國防部大樓。

### 親哈迪部隊
從 2015 年 10 月開始，沙特領導的聯軍從直接戰斗轉變為為忠於哈迪總統政府的也門軍隊提供支持和培訓。他們幫助組建了一支新的也門國民軍（YNA），並在拉希傑省的阿納德空軍基地進行了訓練。其中包括忠於哈迪的部隊、民眾動員民兵以及厄立特里亞和索馬里新兵。它們還包括駐紮在也門南部、東部和中部的大部分前也門軍隊。共訓練了8個旅。海灣聯盟訓練的戰鬥順序如下：
- "Salman Decisiveness"
- 第1步兵旅
- 第2步兵旅
- 第3步兵旅
- 第4步兵旅
- 第19步兵旅
- 第22步兵旅
- 第14裝甲旅

部分前也門軍隊也加入了哈迪，包括:
- 第35裝甲旅
- 第115裝甲旅
- 第312裝甲旅
- 第123步兵旅
- 第3山地步兵旅
- 第2邊防旅
- 第11邊防旅
- 第310裝甲旅
- 第3總統警衛旅

根據 2013 年頒布的第 103 號總統令，哈迪政府軍按軍區劃分，將全國各省劃分為軍區。截至 2016 年，有四個在哈迪總統手下現役，但其他三個是胡塞控制的地區。它們包括以下內容：
- 第一軍區 (哈德拉毛省—Seiyun)
- 第二軍區（哈德拉毛省-穆卡拉）
- 第三軍區（馬里卜省）
- 第四軍區（亞丁省）

除地面部隊外，阿聯酋空軍還訓練飛行員使用空中拖拉機 AT-802輕型飛機組建新的也門空軍。到 10 月下旬，據報導這些已投入使用，並在塔伊茲附近協助哈迪忠誠的軍隊。 也門軍隊在塔伊茲與胡塞武裝作戰，於 2017 年 4 月下旬控制了該市的幾個地區。也門國民軍發動了新的攻勢，得到了也門空軍的大量空中支援\沙特-領導聯盟，保衛了整個城市，並讓哈迪政府全面控制了塔伊茲。
塔雷克·薩利赫（Tareq Saleh）的全國抵抗領導下的數千名志願者增援了也門軍隊。共和國衛隊和巨人旅的成員已加入也門軍隊對抗胡塞武裝。

## 組織
也門的軍隊分為 陸軍、海軍、空軍和總統衛隊.

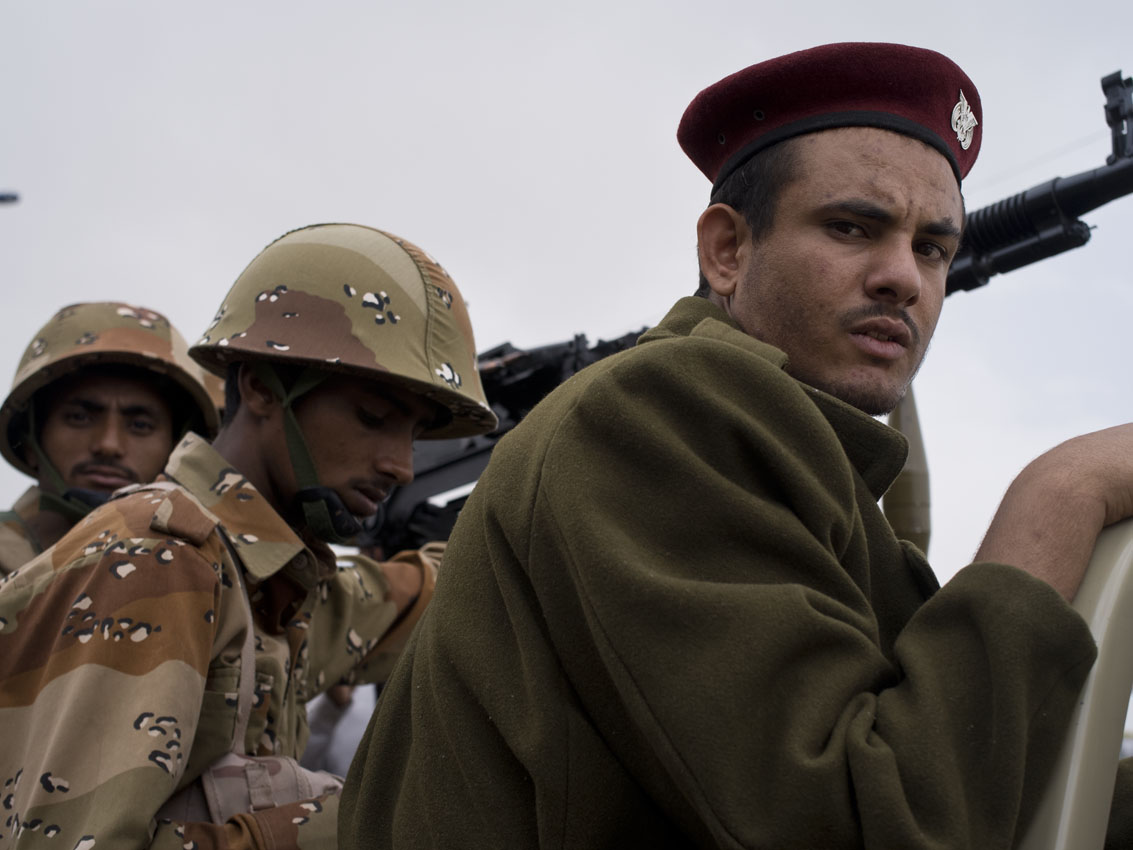
Yemeni soldiers, August 2011

陸軍編成8個裝甲旅、16個步兵旅、6個機械化旅、 2個空降突擊旅、1個地對地導彈旅、3個砲兵旅、1個中央警衛隊、1個特種部隊旅和6個防空旅，由四個高射砲營和一個地對空導彈營組成。
"“軍事接管實際上只能由五名地區指揮官之一發起。 薩利赫自己通過政變上台，他非常謹慎地選擇忠誠由部落紐帶保證的指揮官。薩利赫的三漢成員部落控制著所有軍區和大多數高度安全的哨所，指揮官與薩利赫有血緣關係和/或關係密切。指揮官直接向總統報告，在國防部的正常渠道之外並且沒有憲法授權。他們是區域治理幾乎所有方面的最終權威。在實踐中，他們表現得像部落酋長和超級州長，分配新學校、水利項目和金錢。儘管定期努力整合軍事單位，但指揮官主要從地區部落招募。"
截至 2005 年 9 月，“東北地區指揮官Ali Mohsen al-Ahmar準將是這些軍事精英中最有權勢的。東部地區的指揮官是 BG Mohammed Ali Mohsen。東部地區包括哈德拉毛省和Al-Mahrah . Ali Faraj 是中部地區的指揮官，其中包括Al-Jawf、Ma'rib、al-Bayda和Shabwa，而南部指揮官則控制著Aden、Taiz、Lahij、al-Dhala和Abyan，是阿卜杜勒·阿齊茲·薩貝特。最後，BG Awadh bin Fareed 指揮中部地區，包括首都薩那。除了 Ali Mohsen，所有這些命令都會定期更改或改組。"
空軍包括防空部隊。 也門最近訂購了TOR 防空系統，這將比現有的防空系統先進得多。TOR 訂單已完成。也門陸軍現役總兵力6.67萬人。
2001年，也門國防委員會廢除了現行的兩年義務兵役制，轉而依靠志願者填補軍隊和安全部隊的職位。2007年，也門政府宣布將恢復該草案以應對失業問題；預計約有70 000名新兵入伍。

### 參謀長
- 2006 年 4 月 - 2014 年 12 月：Ahmed Ali al-Ashwal
- 2014 年 12 月 - 2015 年 4 月 5 日: Hussein Khairan
- 2015 年 5 月 4 日 - 2017 年 9 月 5 日： Mohammed Ali Al-Maqdashi
- 2017 年 9 月 5 日 - 2018 年 11 月 8 日： Brigadier Taher Ali Al-Aqili[18][19]
- 2018 年 11 月 8 日至 2020 年 2 月 28 日： Abdullah Salem al-Nakhai[20]
- 2020 年 2 月 28 日至今： Sagheer bin Aziz[21]

## 國防預算
也門的國防開支歷來是政府三大支出之一。國防預算從 2001 年的 5.4 億美元增加到 2006 年估計的 20 億美元至 21 億美元，到 2012 年可能達到 35 億美元。據美國政府稱，2006 年的預算約佔國內生產總值的 6%

## 準軍事部隊
In 2009, Yemen's paramilitary force had about 71,000 troops. Approximately 50,000 constituted the Central Security Organization of the Ministry of Interior; they are equipped with a range of infantry weapons and armored personnel carriers.
20,000 were forces of armed tribal levies.
Yemen was building a small coast guard under the Ministry of Interior, training naval military technicians for posts in Aden and Mukalla.

## 空軍
(設備數量需核實)
| Aircraft           | Origin       | Type                      | Versions                         | In service   | Notes |
| ------------------ | ------------ | ------------------------- | -------------------------------- | ------------ | ----- |
| C-130 Hercules     | 美国         | Tactical transport        | C-130H                           | 3+2 on order |       |
| Antonov An-12      | 苏联         | Tactical transport        |                                  | 2            |       |
| Antonov An-26      | 苏联         | Tactical transport        |                                  | 6            |       |
| Yakovlev Yak-40    | 苏联         | Tactical transport        |                                  | 35           |       |
| Aero L-39 Albatros | 捷克斯洛伐克 | Jet training/Light attack | L-39c                            | 12           |       |
| Agusta-Bell AB204  | 義大利       | Utility                   | AB204B                           | 2            |       |
| Agusta-Bell AB206  | 義大利       | Utility                   |                                  | 6            |       |
| Agusta-Bell AB212  | 義大利       | Utility                   | AB212                            | 2            |       |
| Agusta-Bell AB214  | 義大利       | Utility                   | AB214                            | 6            |       |
| Bell UH-1H         | 美国         | Utility                   | UH-1H                            | 4            |       |
| Kamov Ka-27        | 苏联         | Utility                   |                                  | 25           |       |
| Kamov Ka-32        | 苏联         | ASW                       | KA-32 T\S                        | 3            |       |
| Mil Mi-8           | 苏联         | Transport/Attack          | Mi-8T \ Mi-17                    | 10           |       |
| Mil Mi-14          | 苏联         | Transport/Anti-submarine  |                                  | 36           |       |
| Mil Mi-24          | 苏联         | Attack                    | Mi-35                            | 15           |       |
| MiG-29             | 苏联         | Fighter                   | MiG-29SMT/MiG-29UB               | 44           |       |
| MiG-21             | 苏联         | Fighter                   | MiG-21MF Fishbed-J/Bis Fishbed-L | 72           |       |
| MiG-23             | 苏联         | ground attack             | MiG-23BN/ML/UB/MS                | 44           |       |
| F-5E Tiger II      | 美国         | Fighter                   | F-5E F-5B                        | 12           |       |
| Su-22              | 苏联         | Bomber                    | Su-22M-2 Su-22U                  | 30           |       |
| Yakovlev Yak-11    | 苏联         | Trainer                   |                                  | 14           |       |
| Zlin Z 142         | 捷克斯洛伐克 | Trainer                   | Z 142                            | 6            |       |
| Casa CN-235        | 西班牙       | Transport                 | CN-235M                          | 1+3 on order |       |
| Cessna 208 Caravan | 美国         | Transport                 |                                  | 2            |       |
| Ilyushin IL-76     | 俄羅斯       | Transport                 |                                  | 3            |       |
| Sud Alouette III   | 法國         | Utility                   | SA-316B                          | 2            |       |
| RQ-11 Raven        | 美国         | Mini-UAV                  |                                  | 4            |       |

## 海軍
葉門海軍於 1990 年南北也門統一時成立。海軍的主要基地位於亞丁和荷台達；在穆卡拉、丕林島和索科特拉島也有維護海軍支援設備的基地。 也門海軍使用 2,000 多名軍官和海員來支持他們在亞丁和荷台達的主要基地。荷台達的海軍要塞正在建設中。
也門早期在試圖阻止毒品通過海路進入也門方面遇到了問題。2006年，也門購買了10艘澳大利亞海灣級巡邏艦，有效阻止了走私者進入也門。
在哈尼什群島衝突中，也門準備其海軍攻擊哈尼什群島和厄立特里亞。厄立特里亞意外摧毀了一艘俄羅斯船隻，認為它是一艘也門船隻。然而，自從厄立特里亞與也門達成協議，涉及厄立特里亞接管這些島嶼以來，入侵從未發生過。然而，也門後來接管了祖庫爾-哈尼什群島，這與厄立特里亞政府進一步緊張，但並未引發另一場戰爭。

### 海軍裝備
（設備數量需核實）
克爾維特
- 2 Tarantul I class

Missile boats
- 18 Osamissile boats
- 8 Gunboats

Patrol craft
- 3 Type 037 coastal patrol craft
- 10 fast attack patrol boats
- 2 Sana'a-class patrol vessels

Utility craft
- 11 Barbeutility landing craft
- 7 Amphibious warfare ships

Landing ships
- 1 Polnocnylanding ship

Minesweepers
- 1 Natyaminesweeper
- 2 Yevgenyaminesweepers